# Cahors (Wein)

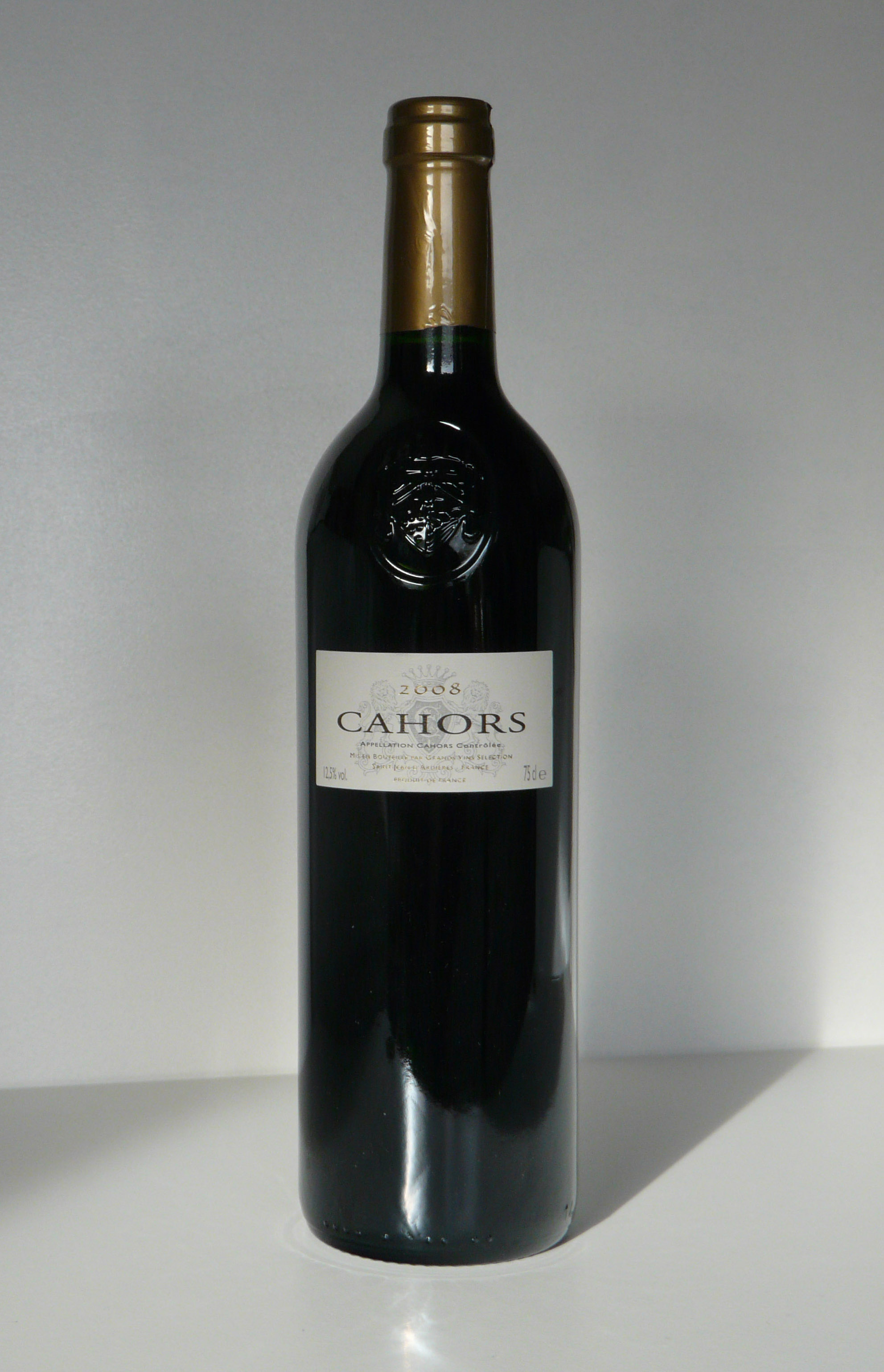
Rotwein aus Cahors

Der Cahors ist ein Rotwein aus dem Südwesten Frankreichs (→ Sud-Ouest). Das nach der Stadt Cahors benannte Anbaugebiet liegt im Tal des Lot. Das Anbaugebiet für Qualitätswein (AOC) umfasst knapp 4.500 ha. Im Zyklus 2006/07 wurden 170.000 Hektoliter abgesetzt.

## Boden und Klima

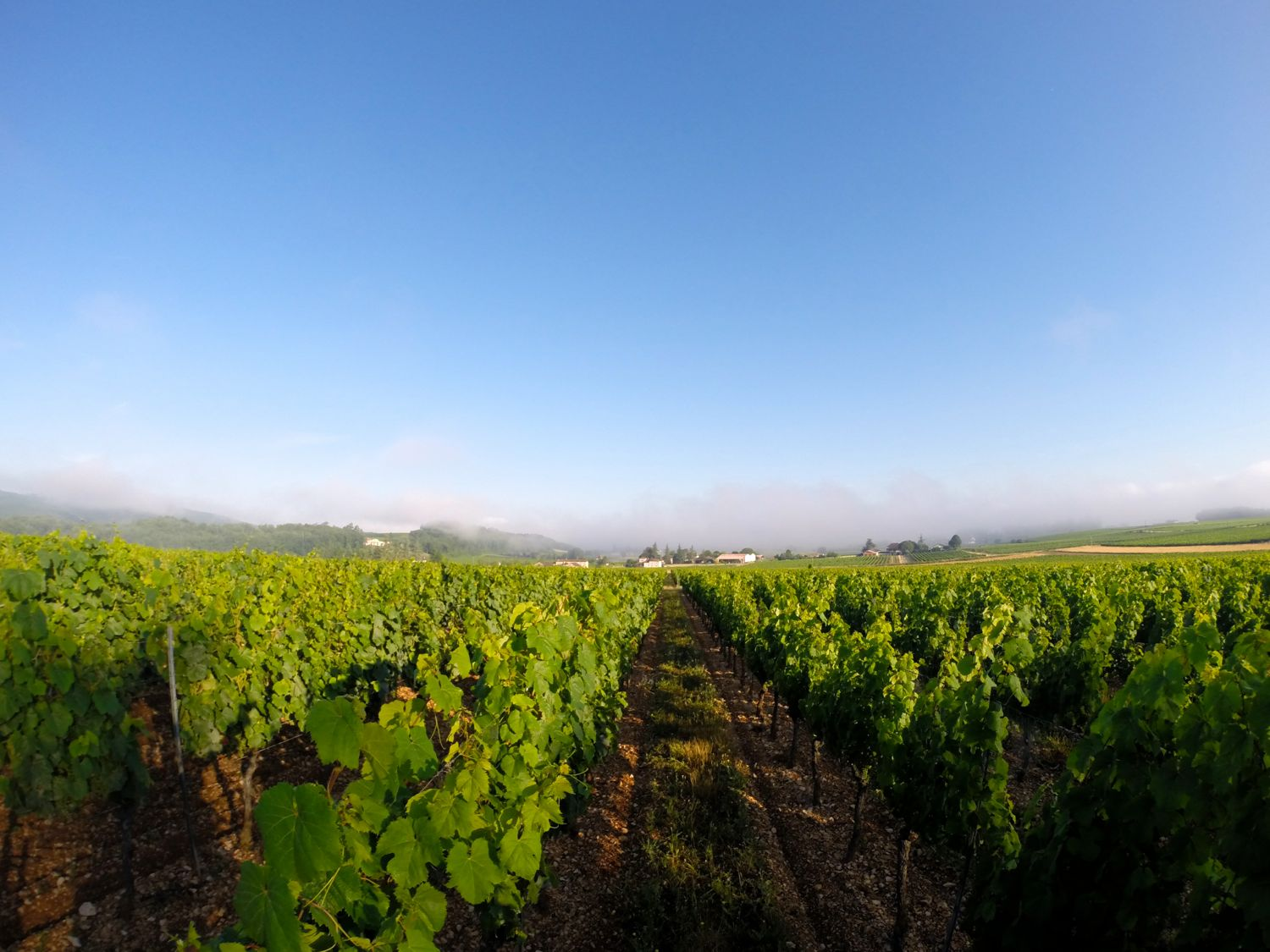
Weinberg des Château du Cèdre in der Nähe von Cahors

Der größte Teil der Weinberge liegt auf den Kiesterrassen innerhalb der vom Lot gebildeten Mäander. Die unterste Terrasse ist allerdings zu nah am Fluss und deshalb für den Weinbau nicht geeignet; bestockt sind nur die zweite und dritte Terrasse. Daneben wird zunehmend auch wieder das Causse genannte Kalkplateau für den Weinbau genutzt.
Das Klima von Cahors ist vorwiegend atlantisch geprägt mit heißen Sommern und feuchten Wintern. Im Gegensatz zum Bordelais ist aber auch der Einfluss des Mittelmeeres zu spüren, und die Nähe des Zentralmassivs sorgt im Winter gelegentlich für strengen Frost, der nur durch die Nähe des Flusses Lot gemildert wird.

## Weinbauorte
Das heutige Weinbaugebiet liegt im Wesentlichen westlich der Stadt Cahors. Die wichtigsten Orte sind Mercuès, Parnac, Luzech, Prayssac, Grézels, Puy-l’Èveque und Viré. Sie liegen alle im Tal des Lot.

## Rebsorten
Der Wein von Cahors zieht seinen Charakter vor allem aus einer Rebsorte, dem Malbec, der dort Côt oder Auxerrois genannt wird. Er muss in der Cuvée mindestens 70 % stellen. Als komplementäre Sorten werden Merlot und Tannat angebaut.
Seit dem Erntejahr 1996 ist die Rebsorte Jurançon Noir nicht mehr zugelassen.

## Charakteristik
Die unterschiedlichen geologischen und hydrographischen Bedingungen innerhalb des Anbaugebietes bringen verschiedene Weintypen hervor. Der traditionelle Wein von Cahors ist ein körperreicher und langlebiger Rotwein mit tiefdunkler Farbe. Da er sich nach einem bis zwei Jahren in der Flasche verschließt, um sich erst später wieder zu öffnen, sollte er entweder sehr jung oder gereift getrunken werden. Im Alter entwickelt er komplexe Aromen, die zuweilen an Trüffel erinnern. Weine dieses Typs wachsen auf den lehmig-sandigen Böden der oberen Terrassen.
Die unterste Terrasse mit ihrem fruchtbaren und feuchteren Grund liefert dagegen fruchtigere, leichtere Weine, die jung getrunken werden sollten.
Ein Drittel des heutigen Anbaugebietes befindet sich auf dem Kalkplateau. Auf dessen magerem und trockenen Boden wachsen kräftige, tanninreiche Rotweine, deren jugendliche Härte unbedingt längerer Lagerzeit bedarf.
Im Unterschied zum Bordeaux wird ein typischer Cahors in großen Holzfässern und nicht im Barriquefass ausgebaut. Allerdings hat diese Mode auch Cahors erreicht, so dass heute zahlreiche Weine in einem internationalen, an Bordeaux angelehnten Stil bereitet werden.

### Jahrgänge
Die Jahrgänge zeigen deutliche Parallelen zu Bordeaux. Die besten Jahrgänge der letzten zehn Jahre waren 2005, 2001, 2000 und 1998.

## Erzeuger
Die führenden Erzeuger haben sich in der Vereinigung der Seigneurs de Cahors zusammengeschlossen. Zu den renommierten Betrieben gehören Clos de Gamot, Château de Haute-Serre, Château de Mercuès, Château du Cèdre, Clos La Coutale, Château La Caminade, Château de Lagrézette, Château Saint-Didier-Parnac, Clos Triguedina und Château de Grézels.

## Geschichte

### Von der Antike bis zur Reblauskrise
Der Weinbau im Tal des Lot geht auf die Römer zurück. Im Mittelalter erfreute sich der Schwarze Wein von Cahors großer Beliebtheit, im 14. Jahrhundert stammte mehr als die Hälfte des von Bordeaux aus nach England verschifften Weines aus dem Quercy. Der aus Cahors stammende Papst Johannes XXII. ließ in Avignon Reben aus Cahors pflanzen. François Ier beauftragte einen Winzer aus Cahors namens Rivals mit der Anlage eines Weinberges in Fontainebleau.
Nach dem Niedergang der Stadt Cahors im Hundertjährigen Krieg gewann jedoch Bordeaux die Kontrolle über den Weinhandel. Bis zur
Französischen Revolution erschwerten Handelsbeschränkungen und Zölle den Export der Weine des Haut Pays. Einen großen Aufschwung erlebte der Weinbau im Tal des Lot erst wieder 1850, als die Weinberge des Bordelais vom Oidium befallen wurden, Cahors aber verschont blieb. 1866 waren 58.000 Hektar bestockt gegenüber 40.000 zu Beginn des 19. Jahrhunderts. Die Reblaus bereitete dieser Hochkonjunktur jedoch ein schnelles Ende. Die Weinberge auf dem Plateau, wo die Reben weniger tief wurzeln können, litten am meisten und verschwanden völlig.

### DerSchwarze Weinvon Cahors
Cahors war bis ins 19. Jahrhundert bekannt für seinen Schwarzen Wein. Dieser wurde aus Trauben gewonnen, die vor der Gärung im Ofen getrocknet wurden, oder aber aus eingekochtem Traubenmost. Nach der Gärung wurde er bis zu zehn Jahre lang in Fässern ausgebaut. Üblicherweise wurde er für Verschnitte verwendet.

### Die Renaissance im 20. Jahrhundert
Nach der Reblauskrise wurden die Weinberge im Tal des Lot mit Pfropfreben bestockt. Der Malbec musste zum Teil dem ertragsstärkeren, qualitativ aber unterlegenen Jurançon weichen. Die wenigen Produzenten, die an der Tradition festhielten, gründeten 1929 das Syndicat de défense de l’appellation d’origine Cahors. 1947 wurde die Winzergenossenschaft von Parnac gegründet, und 1951 erhielt der Wein von Cahors den Status eines VDQS. Dennoch hätte der schwere Frost des Jahres 1956 beinahe das Ende des Cahors bedeutet. Die steigende Nachfrage nach Qualitätsweinen in den Sechzigerjahren brachte jedoch einen neuen Aufschwung, der 1971 mit der Zuerkennung des AOC-Status gekrönt wurde. Hierbei spielte auch der damalige französische Staatspräsident Georges Pompidou, der im Département Lot über Grundbesitz verfügte, eine Rolle. Seitdem hat der Cahors sukzessive seinen Ruf zurückgewonnen. Hiervon zeugen die stark gewachsene Anbaufläche und die hohe Zahl der neu gegründeten selbst abfüllenden Weinbaubetriebe. Heute werden 80 % der Produktion in Frankreich selbst abgesetzt, 8 % in anderen EU-Ländern und 12 % außerhalb der EU.